# Sparassidaceae
Sparassidaceae là một họ nấm thuộc bộ Polyporales.

## Cácchi
- Sparassiella
- Sparassis